# (60621) 2000 FE8
2000 أف إي 8 (ويعرف أيضًا باسم (60621) 2000 أف إي 8 وفق تسمية الكوكب الصغير) (بالإنجليزية: 2000 FE8)‏ هو كويكب ضمن حزام الكويكبات؛ وترتيبه 60621 من حيث الاكتشاف.
اكتُشف هذا الجُرم الفلكي بواسطة Jean-Marc Petit ‏ في 27 مارس 2000.

## وصلات خارجية
- (60621) 2000 FE8 في قاعدة بيانات مختبر الدفع النفاث لأجرام النظام الشمسي الصغيرة

- الاكتشاف · مخطط المدار ·  العناصر المدارية · المعلمات المادية

- (60621) 2000 FE8 على موقع ويكي سكاي: DSS2, SDSS, GALEX, IRAS, Hydrogen α, X-Ray, Astrophoto, Sky Map, Articles and images